# 暮光之城：新月
《暮光之城：新月》（New Moon）是史蒂芬妮·梅爾（Stephenie Meyer）所著暮光之城系列的第二集。

## 簡介
在貝拉的十八歲生日，愛德華跟他的家人為貝拉舉行了生日會。當貝拉打算打開禮物時被紙割傷流血，這時賈斯柏卻勾起了嗜血的慾望，打算殺死貝拉。為了保護貝拉，愛德華向貝拉提出分手，並舉家搬離福克斯。此舉令貝拉十分傷心。在幾個月以後，貝拉發覺她做危險事的時候，就可以聽見愛德華聲音的幻聽。她也向雅各尋求慰藉。當她跟雅各一起的時候，內心的空洞才不會擴大。其間羅倫特找到貝拉，想殺死她，幸好得狼群保護，貝拉才平安。在一次貝拉懸崖跳水中，艾利絲看見她從懸崖跳下去，便乘飛機回到福克斯，查看貝拉是否真的還在。在艾利絲離開期間，羅絲莉告訴愛德華，貝拉已經死了，於是愛德華便打電話到貝拉福克斯的家，結果是雅各接聽，說查理在辦喪禮。愛德華二話不說到義大利打算找佛杜里尋死，要求他們解決他，最後愛德華被貝拉救回，但佛杜里要求貝拉要成為吸血鬼，否則她就要死。於是庫倫一家投票支持貝拉變成吸血鬼，但卡萊爾要求貝拉高中畢業後才替她改變，並且要從查理家搬出來，而愛德華則要貝拉嫁給他才親手改變她。

## 改編電影
由本集改編而成的電影於2009年11月20日於北美洲地區上映。台灣在2009年12月4日上映，香港於2009年12月17日上映。

## 内容简介
爱德华深深迷上贝拉，也喜欢上了她身上独特的香味。无奈欢乐时光总是短暂的，在她十八岁生日派对上，贝拉不慎割伤了胳膊，流淌的鲜血勾起了爱德华家人嗜血的本性。为了保护自己心爱的人，爱德华和他的家族离开了福克斯小镇。
爱德华走后，贝拉的世界彻底坍塌了，她开始尝试各种冒险的行径，因为她发现，只要她一做危险的事情，爱德华的声音就会出现在她的脑海里。贝拉自虐式的疯狂举动并没有让爱德华回心转意，这时，年少不羁的雅各布出现在她苍白的世界里，他虽知贝拉心中另有他人，还是深情地陪伴、保护着她。一个是坚如磐石的冰冷异类，一个是热情似火的炙热狼人，贝拉将如何抉择……爱德华误认为贝拉已跳海身亡，承受不了如此突如其来的巨大打击，他决定将一切作一个了断。暮色渐渐隐退，等待他们的是天边昭示着最漆黑的夜的一弯新月，贝拉和爱德华会坠入这万劫不复的黑暗世界吗？他们能够在生命终点前抢回比自己还珍贵的对方，一起拯救这世间最令人心动的爱情吗？